# Abraham Bankier
Abraham Bankier apparait dans La Liste de Schindler. Il fait partie des employés de la Deutsche Emailwarenfabrik (DEF).

## Oskar Schindler
Abraham Bankier était l'un des propriétaires de l'usine que Oskar Schindler a repris pendant la guerre. Il semble dès le départ être le personnage clé après Schindler, qui a contribué de manière décisive à sauver finalement plus de 1 000 Juifs.
Il est sauvé par Schindler lorsque, ayant oublié sa carte, il se retrouve dans un wagon à destination d'un camp de l'Est de la Pologne.
Abraham Bankier meurt en 1956 à la Gare du sud de Vienne, de sa troisième crise cardiaque.